# Copelatus camerunensis
Copelatus camerunensis är en skalbaggsart som beskrevs av Guignot 1941. Copelatus camerunensis ingår i släktet Copelatus och familjen dykare.

## Underarter
Arten delas in i följande underarter:
- C. c. camerunensis
- C. c. baliolus